# Apollo Růžička
Apollo Ludvík Růžička (2. ledna 1856 Praha – 13. ledna 1927 tamtéž) byl český bankéř a finančník, dlouholetý zaměstnanec a pozdější ředitel Živnostenské banky, první banky v rakousko-uherském mocnářství, jež byla financována výhradně českým kapitálem. Jeho syn Josef Apollo Růžička byl členem druhého československého odboje během druhé světové války.

## Život

### Mládí
Narodil se v Praze do rodiny evangelického faráře a teologa Josefa Růžičky, pocházejícího z Kohoutkova u Ždírce nad Doubravou, a jeho ženy Anny, rozené Vejvarové. Jeho otec v roce 1849 začal vydávat s Bedřichem Vilémem Košutem první český evangelický časopis nazvaný Českobratrský hlasatel. Apollo Růžička dosáhl finančnického vzdělání, v 70. letech 19. století pracoval jako úředník pro několik cukrovarnických firem.

### Živnostenská banka

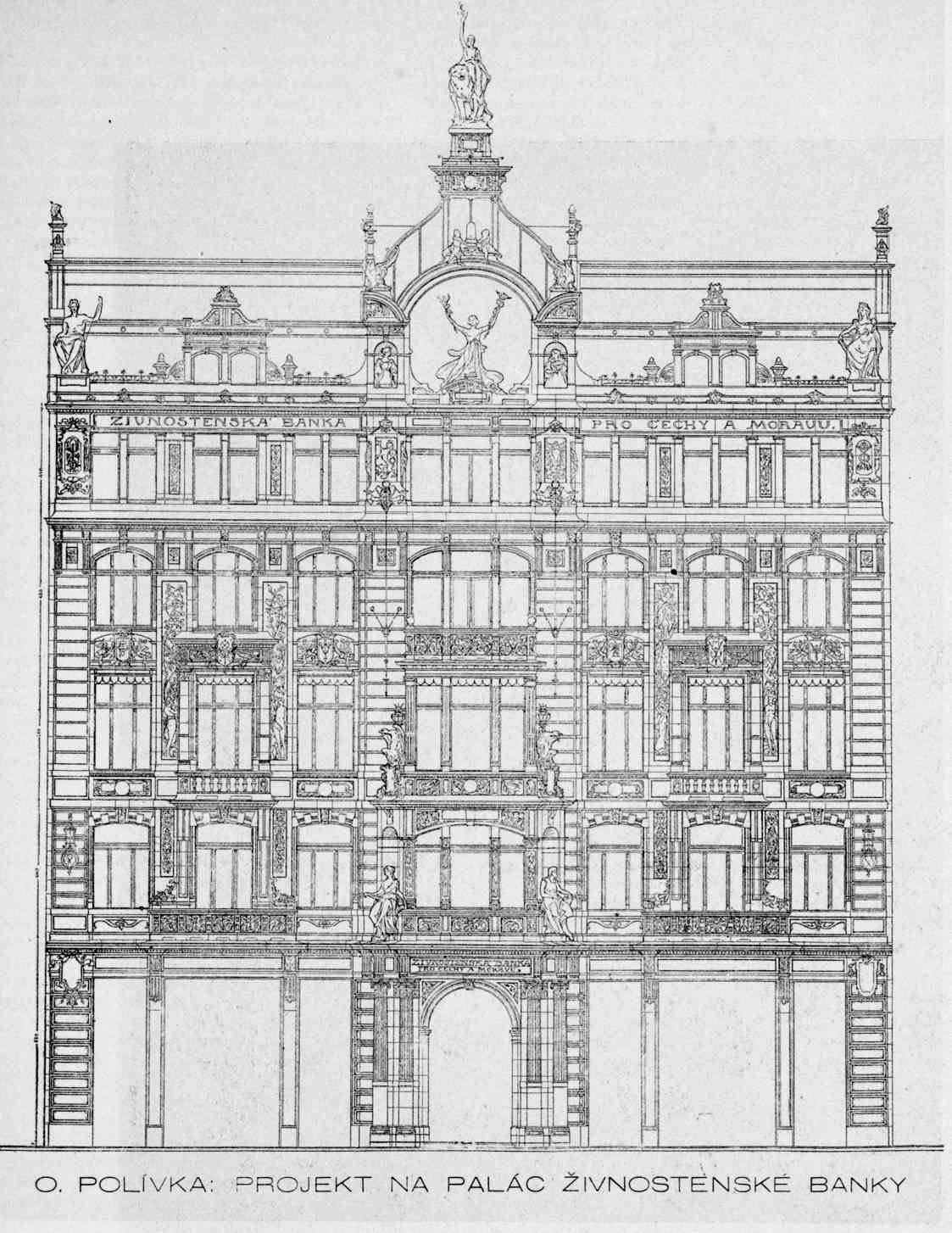
Osvald Polívka: projekt prvního paláce Živnostenské banky, Na příkopě čp. 860/24 (zbořeno 1936)

Roku 1889 nastoupil Růžička na místo úředníka Živnostenské banky se sídlem na pražských Příkopech. Banka byla založena 4. listopadu 1868 pod názvem Živnostenská banka pro Čechy a Moravu jako akciová společnost se zaměřením na financování malých a středních českých podniků, a také byla zastřešující organizací sítě malých českých spořitelních a úvěrových družstev. Financována výhradně českými podílníky, její vznik měl tedy v rámci české národní emancipace podstatný význam. O založení se zasloužili například Jan Skrejšovský, František Ladislav Rieger, František Šimáček, Alois Oliva a další. Prvním ředitelem byl v letech 1869 až 1874 Pavol Michal Kuzmány, v letech 1891 až 1902 banku zdárně rozvíjel ředitel Vojtěch Mastný.

### Ředitel banky

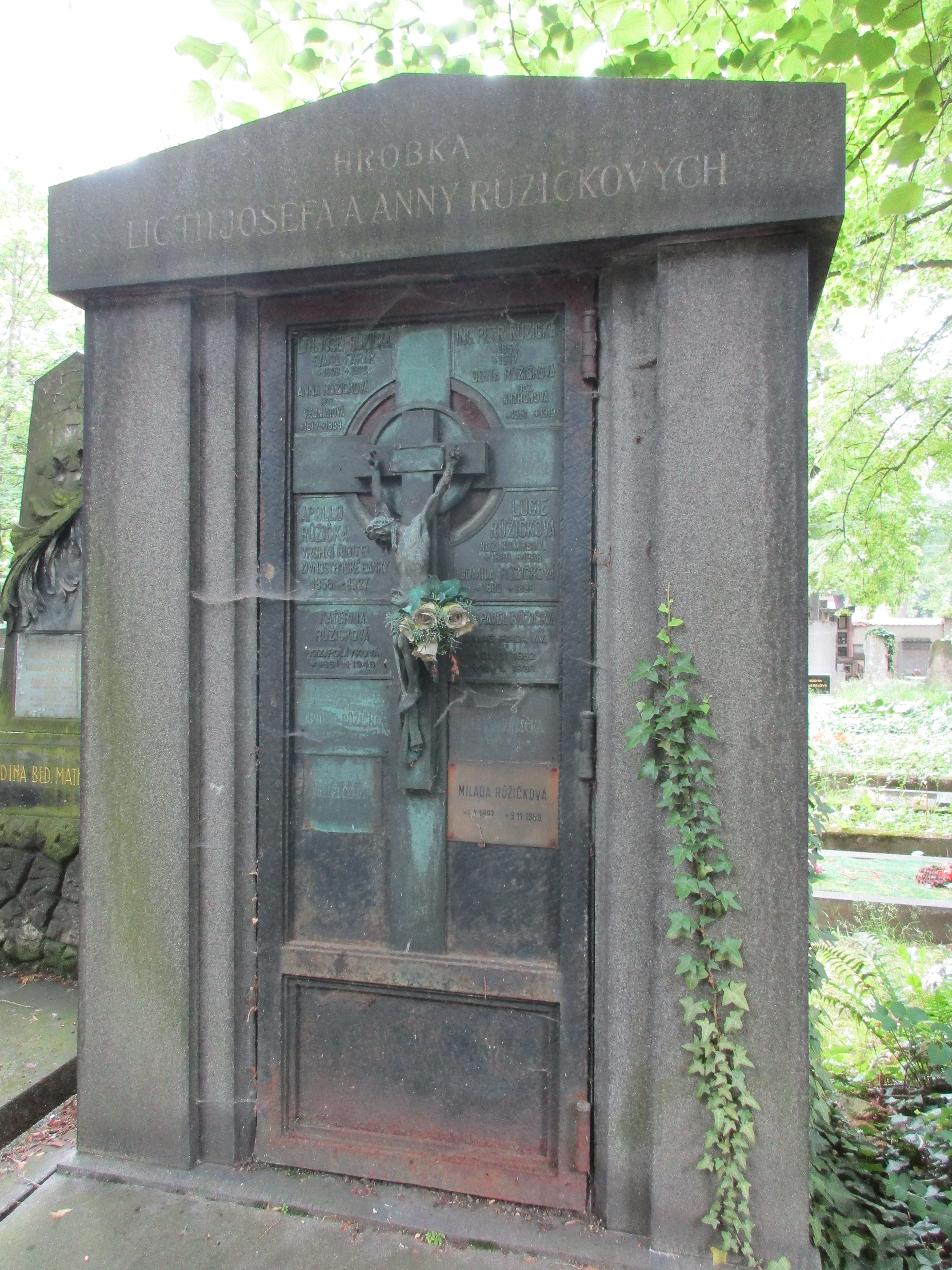
Rodinná hrobka na Olšanských hřbitovech

Roku 1911 se Apollo Růžička stal ředitelem Živnobanky. Během jeho působení banka především obstála v nelehkém období první světové války a následné hospodářské transformace hospodářství nově vzniklého Československa, přesto byla schopna dosáhnout statutu jedné z největších bank v zemi. V době probíhající první světové války odmítal ředitel hospodářského a průmyslového oddělení Ladislav Šourek spolu s generálním ředitelem Růžičkou poskytovat válečné úvěry rakousko-uherské vládě, za což byli oba a další úředníci Živnobanky trestně stíháni.
Růžička působil také v řadě veřejných funkcí: byl členem Národohospodářského ústavu Akademie věd, kuratoria Hlávkových kolejí, kuratoria Uměleckoprůmyslového muzea v Praze a členem mnoha dalších veřejně prospěšných institucí. Angažován byl také v České cukrovarnické společnosti.

### Úmrtí
Apollo Růžička zemřel 13. ledna 1927 ve věku 71 let v podolském sanatoriu. Pohřební průvod „doprovázela veliká spousta automobilů, z nichž jenom autodopravní společnost Praha VII měla padesát vozů“. a byl pochován do rodinné hrobky na Olšanských hřbitovech.

### Rodinný život
Apollo Růžička byl ženatý s Kateřinou Růžičkovou, rozenou Polívkovou (1861–1946). Měli spolu syny Josefa, Apolla a Petra. Syn JUDr. Josef Apollo Růžička (1889–1942) se zapojil do odboje v období Protektorátu Čechy a Morava, za tuto činnost byl uvězněn v koncentračním táboře Mauthausen, kde roku 1942 zemřel. Syn Ing. Apollo Růžička mladší dosáhl inženýrského titulu z chemie. Bratrem Apolla Růžičky byl magistrátní rada JUDr. Pavel Miroslav Růžička (1852–1939).